# Quảng Nhân
Quảng Nhân là một xã thuộc huyện Quảng Xương, tỉnh Thanh Hóa, Việt Nam.

## Địa giới hành chính
Xã Quảng Nhân nằm ở phía đông của huyện Quảng Xương.
- Phía đông giáp xã Quảng Hải, huyện Quảng Xương.
- Phía nam giáp các xã Quảng Lưu và Quảng Bình, huyện Quảng Xương.
- Phía tây giáp xã Quảng Ninh, huyện Quảng Xương.
- Phía bắc giáp các xã Quảng Đức và Quảng Giao, huyện Quảng Xương.

## Lịch sử hành chính
Vùng đất thuộc xã Quảng Nhân ngày nay, vào đầu thế kỉ 19 thuộc các tổng Thủ Hộ và Thái Lai, huyện Quảng Xương, phủ Tĩnh Gia, nội trấn Thanh Hóa.
Sau năm 1945, thuộc các xã Lê Lợi, Tây Hồ và An Ninh, huyện Quảng Xương. Năm 1948, các xã Lê Lợi, Nguyễn Trãi và Tây Hồ sáp nhập thành xã Quảng Hải. Năm 1954, một phần lãnh thổ xã Quảng Hải được tách ra để lập các xã Quảng Đại, Quảng Hùng, Quảng Giao và Quảng Nhân, riêng xã Quảng Nhân gồm một phần lãnh thổ của các xã Quảng Hải (cũ) và Quảng Ninh (cũ) hợp lại. Tên gọi Quảng Nhân xuất hiện từ đây.
Xã Quảng Nhân gồm các làng: 
- Làng Nghiêm: đầu thế kỉ 19 là thôn Uy thuộc xã Chàng Xá, tổng Thủ Hộ; thời Minh Mạng đổi xã Chàng Xá thành xã Lương Xá; thời Đồng Khánh (cuối thế kỉ 19) đổi tổng Thủ Hộ thành tổng Thủ Chính. Từ năm 1946 thuộc xã Tây Hồ, năm 1948 thuộc xã Quảng Hải. Năm 1954, các xóm thuộc làng Nghiêm được chia về ba xã Quảng Nhân, Quảng Đại và Quảng Giao, trong đó xóm Nghiêm Phúc (Nghiêm Thịnh) và Nghiêm Đức thuộc về Quảng Nhân, cùng với xóm Sênh Bắc hợp thành Nghiêm Sênh. Nay là làng Nghiêm.
- Làng Sênh: thời Đồng Khánh là thôn Sênh thuộc xã Vạn Linh, tổng Thái Lai. Từ năm 1946 thuộc xã Lê Lợi, huyện Quảng Xương, cùng với các làng của xã Quảng Hải hiện nay. Năm 1948 thuộc xã Quảng Hải. Nay là làng Sênh.
- Làng Nê Trung: đầu thế kỉ 19 là thôn Nê Trung thuộc xã Vạn Linh. Từ năm 1946 thuộc xã An Ninh, huyện Quảng Xương. Năm 1948 thuộc xã Quảng Ninh. Nay gồm hai làng Nhân Trung và Nhân Bình.
- Làng Nhân Cựu: đầu thế kỉ 19 là thôn Phong Hậu thuộc xã Vạn Linh; thời Đồng Khánh đổi thành thôn Hậu Phong. Từ năm 1946 thuộc xã An Ninh, huyện Quảng Xương. Năm 1948 thuộc xã Quảng Ninh. Nay gồm hai làng Phong Phú và Nhân Hùng.

## Giao thông
Quảng Nhân cách thị trấn huyện Quảng xương hơn 5 km về phía đông nam, cách thành phố Sầm Sơn 10 km về phía tây nam. Các tuyến đường chính của xã như: Tỉnh lộ 4 chạy qua dài hơn 2 km, trục đường Ninh Nhân Hải nối từ Quốc lộ 1 với biển Quảng Hải.
Đường giao thông xuống cấp nghiêm trọng. Toàn xã có khoảng hơn 3 km đường nhựa, xã có 6 thôn mỗi thôn có khoảng 1 km đường bê tông còn lại toàn đường đất, đi lại rất khó khăn nhất là vào những ngày mưa.

## Kinh tế
Là một xã nghèo của huyện Quảng Xương với hơn 90% làm nghề nông. Đời sống nhân dân rất khó khăn.